# Seleção Luxemburguesa de Rugby Union
A Seleção Luxemburguesa de Rugby Union é a equipe que representa Luxemburgo em competições internacionais de Rugby Union.